# 徳谷駅
徳谷駅（トッコクえき）は、大韓民国京畿道龍仁市器興区にあった水驪線の駅である。

## 歴史
- 1932年5月11日 - 開業[1]。
- 日時不明 - 廃止。